# Jean-Paul Ney
Pour les articles homonymes, voir Ney.
Jean-Paul Ney, né le 4 mai 1976 à Prades dans les Pyrénées-Orientales, est un photojournaliste indépendant français. Plusieurs fois condamné par la justice française, il est également détenu 18 mois à la Maison de correction d'Abidjan, en Côte d'Ivoire, entre 2007 et 2008.

## Biographie

### Travail pour la presse et les médias
Après avoir travaillé un temps avec l’agence Gamma, Jean-Paul Ney collabore, entre autres, au magazine Securimag, à Canal+ et à sa filiale I-Télé, qu’il quitte en 2003 « suite à la pression du cartel des banques, puis d'une secte [...] en service commandé », selon sa propre expression.
En 2002, il fonde le magazine bimestriel Le Monde confidentiel, dont il devient directeur de la rédaction. Rebaptisé Le Confidentiel, à la suite de la demande du quotidien Le Monde[réf. nécessaire], cette publication traite des questions de défense et de géostratégie et s’arrêtera après un an et cinq numéros[réf. nécessaire].
Jean-Paul Ney rejoint alors le photographe Philippe Poulet pour travailler sur une série de livres et de documentaires de télévision sur les forces spéciales et les services d’élite de la police nationale[source insuffisante].
Il a également travaillé pour le magazine SVM, et est l’un des principaux journalistes de l’agence Presse Défense, une « agence photographique et vidéo dont le contenu est exclusivement axé sur la défense, le homeland security et le reportage photographique de terrain ».
En janvier 2009, la Metula News Agency (ou Ména) publie un article évoquant l’« immersion » du photoreporter, décrit comme « proche de la Ména », dans l’unité d’infanterie d’élite Khérev (« Sabre ») de l’armée israélienne, « composée en majorité de Druzes israéliens » et qui « pour la première fois [...] acceptait d’intégrer un reporter dans ses rangs en phase opérationnelle ».
En novembre 2009, il intervient à l'École supérieure de journalisme de Paris, dans le cadre des Conférences du mardi en qualité de « correspondant de guerre ». Avec Frédérique Romano, il fonde la même année le site Les Grandes Oreilles, présenté comme un « journal satirique », puis en 2012 infosdefense.com « site d’informations d’actualité et de contenu traitant des questions stratégiques, de défense, de sécurité internationale et sécurité intérieure » et KickStarTV, une « WEB TV généraliste » proposant une plateforme de financement participatif pour la production de films documentaires, de reportage ou de fiction.
Il est par ailleurs consultant de la chaîne israélienne I24news. Il est également très actif sur les réseaux sociaux, où il est décrit comme « un adepte du blocage intempestif en cas de critiques. Il est surtout féru de formules fleuries, souvent agressives, parfois insultantes ».

### Travail sur la sécurité
Jean-Paul Ney, qui a publié plusieurs ouvrages consacrés aux thèmes de la cybercriminalité, est cofondateur d’Intelink, division du groupe Digital Network spécialisé dans « l'intelligence et la veille stratégique sur les sujets du renseignement, de l'infoguerre, du terrorisme, de l'économie, de la géostratégie et de la géopolitique ».
Il est cofondateur du CIRET-AVT (Centre international de recherches et d’études sur le terrorisme et l’aide aux victimes du terrorisme) avec Saïda Benhabyles, ancienne ministre algérienne, Anne-Marie Lizin, ancienne présidente du Sénat belge, et Yves Bonnet, ancien directeur de la DST (de 1982 à 1985), et qui a pour objet « le support de recherches sur l’observation de l’état de la sécurité en matière internationale, et en particulier de terrorisme et de protection des victimes du terrorisme, la traduction de textes liés à ces matières, la tenue d’une documentation pertinente, la mise en place d’une base de données, la mise en place de réunions d’information, des colloques et autres conférences. »[source insuffisante]
Il est cofondateur de l’IICRAI (Institut international de la coordination et de la réponse aux attaques informatiques) avec Christophe Casalegno, directeur technique du groupe Digital Network,, et de l’IIHEC (Institut international des hautes études de la cybercriminalité) avec Daniel Martin, ancien commissaire divisionnaire consultant en sécurité à l’OCDE Cette structure ne semble plus avoir aucune activité depuis 2004, aucune mention dudit Institut ne figurant à l’adresse indiquée[source insuffisante].
Enfin, il est membre fondateur, vice-président et secrétaire général du CJDSI (Commission des journalistes de la défense et de la sécurité intérieure et des correspondants de guerre), fondée en janvier 2006, regroupant des journalistes et des représentants des ministères de la Défense et de l’Intérieur. Parmi les autres membres fondateurs, on trouve Thomas Kisszalai et Philippe Poulet, cofondateurs de l'agence Presse Défense, ainsi que Christophe Casalegno, Daniel Martin et Régis Le Sommier.
Les sites web de ces différentes organisations sont hébergés par le groupe Digital Network.

## Démêlés judiciaires
Personnalité contestée, Jean-Paul Ney a été mis en cause dans plusieurs affaires.
Jean-Paul Ney a été condamné en novembre 2000 pour vol avec violence.
En mai 2003, Jean-Paul Ney est mis en examen pour « vol et atteinte à la sûreté de l’État » par le juge antiterroriste Gilbert Thiel dans le cadre d’une enquête sur la disparition d’une carte d’accès au réseau sécurisé Rimbaud (Réseau interministériel de base uniformément durci), alors qu’il est employé comme vigile au ministère des Affaires étrangères. Selon Le Point, sa source aurait été le commissaire de police Hubert Marty-Vrayance, ex-fonctionnaire des Renseignements généraux.
Entre 2001 et 2003, Jean-Paul Ney s’en prend au webmestre du site kitetoa.com, Antoine Champagne. Mis en examen pour « menaces de mort réitérées » à l’encontre de ce dernier le 22 janvier 2003, Jean-Paul Ney, défendu par Me Dominique Labbé, est reconnu coupable des faits qui lui sont reprochés au terme d’un procès devant le Tribunal de grande instance de Nanterre. Le 10 mars 2004, il est condamné à un an de prison avec sursis assorti d’une obligation « de se soumettre à des mesures d’examen, de contrôle, de traitement ou de soins médicaux, même sous le régime de l'hospitalisation notamment des soins psychologiques et psychiatriques » (jugement du TGI de Nanterre en date du 10 mars 2004, au titre de l'article 132-45 3° du Code pénal), 3 000 € de dommages et intérêts et 1 000 € au titre de l’article 475-1 du code de procédure pénale (frais irrépétibles). À la suite d'une nouvelle affaire de diffamation « par un moyen de communication électronique » envers Antoine Champagne survenue le 22 août 2005, Jean-Paul Ney est condamné par le Tribunal de grande instance de Nanterre à 5 000 € d’amende, 8 000 € de dommages et intérêts et 5 000 € au titre de l’article 475-1 du code de procédure pénale, avec obligation de publication du jugement sur les différents sites lui appartenant, le 5 février 2008.
Jean-Paul Ney est condamné en juillet 2006 pour vol et appropriation d’un secret de défense nationale.
Jean-Paul Ney est de nouveau condamné en février 2008 pour diffamation à l'encontre d'Antoine Champagne.
En janvier 2016, Jean-Paul Ney est mis en cause dans la publication sur les réseaux sociaux de l’identité des frères Kouachi, le jour même de l’attentat contre Charlie Hebdo. L’affaire sera jugée au tribunal correctionnel devant la 17e chambre le 6 juillet 2016 pour « recel de violation du secret professionnel ». Il sera finalement déclaré coupable, le 12 octobre 2016, de recel de violation du secret de l'enquête et condamné à une amende de 3000€,. Pour réagir à cela, le journaliste décide de brûler un vieux passeport périmé en direct sur les réseaux sociaux, ne se sentant « plus français ».
En mai 2017, il est visé par une enquête préliminaire pour violation du secret professionnel et recel après la diffusion de quatre avis de recherche, dont l'un à la suite de l'attentat des Champs-Élysées (le suspect se révélera finalement être en Belgique au moment des faits). Les trois autres avaient entraîné plusieurs fausses alertes, dont un déploiement policier de grande ampleur à la gare du Nord le 8 mai . Malgré la polémique générée, Jean-Paul Ney revendique le procédé et affirme qu'il continuera.

### Autres polémiques
En juillet 2015, à la suite de la suspension de son compte Twitter en raison de prétendues « publication d'informations confidentielles ou privées », Antoine Champagne (alias Kitetoa) revient dans un article publié sur son site Reflets.info sur son contentieux avec Ney et mentionne l'existence d'un blog recensant les plagiats qu'aurait commis le reporter, sur ses sites web comme dans la presse papier. Ainsi, dans une interview de Franck Edard, l'auteur dudit blog affirme que le reporter, en sus de nombreux plagiats, aurait par ailleurs tantôt inventé de toutes pièces des experts, tantôt des collaborations avec des experts internationaux, qui ont depuis démenti avoir collaboré avoir lui . Le site Arrêt sur Image l'accuse par ailleurs d'avoir exagéré une collaboration avec la chaine américaine CNN, faisant passer un seul passage pour une collaboration régulière en tant qu'expert sur le terrorisme.
En janvier 2015, Jean-Paul Ney publie sur son compte Twitter un avis de recherche provenant, selon lui, de « sources gouvernementales » et sur lequel figurent les noms, prénoms et dates de naissance de trois suspects dans l'attentat contre Charlie Hebdo, document repris aussitôt par Pierre Martinet et le site JSS News « proche de l’extrême droite israélienne »,. L'un d'eux, Mourad Hamyd, lycéen, sera innocenté mais en 2016, il est arrêté alors qu'il tentait de rejoindre l’État islamique en Syrie. Mourad Hamyd avait déjà tenté de rejoindre la Syrie en 2014. De plus, il était fiché S depuis 2014. Pour la police, « C'est honteux ce qu'il a fait, ça complique forcément le travail des enquêteurs ! S'ils se savent recherchés, ces individus vont se cacher. Ils vont tout faire pour ne pas être reconnus ». Jean-Paul Ney récidivera, en mars 2016, après les attaques de Bruxelles, en diffusant la fiche de recherche d'un maçon sans histoire dont le nom avait été mêlé aux attentats après une erreur matérielle des enquêteurs belges,.
Sa participation au rapport de Malek Boutih à la suite des attentats du 7 janvier 2015 suscite des interrogations mettant en cause la fiabilité de ce rapport en raison des « propos haineux et islamophobes » tenus par Jean-Paul Ney sur Twitter.
Le 28 juillet 2017, son compte Twitter, suivi par près de 30 000 personnes, est définitivement suspendu par le réseau social après avoir répondu à un utilisateur évoquant avec humour un suicide : « Bonne idée espèce de nazi soutien des antisémites dont l'islamiste le conSSultant ». Décrit comme « souvent agressif, voire insultant » Jean-Paul Ney avait déjà vu plusieurs fois son compte provisoirement bloqué avant que le réseau ne décide de le supprimer définitivement.

### Arrestation en Côte d’Ivoire
Le 27 décembre 2007, Jean-Paul Ney est arrêté à Abidjan (Côte d’Ivoire) par la DST, en compagnie de neuf autres personnes, un Français, trois Ivoiriens, quatre Maliens et un Gambien. Inculpé par le procureur de la République d’Abidjan, Raymond Tchimou, pour « atteinte à la sûreté de l’État », il est écroué le 17 janvier. Il lui est reproché par les autorités ivoiriennes d’avoir « rôdé autour du QG de la Radio-télévision ivoirienne (RTI), [...] porteur d’équipements électroniques - du matériel photo ».
Cette affaire, dite « complot de Noël », survient dans un contexte tendu, deux journalistes français, Thomas Dandois et Pierre Creisson, ayant déjà été arrêtés pour les mêmes motifs au Niger le 17 décembre 2007, et étant passibles de la peine de mort. Affirmant « être en reportage pour le compte d’une grande agence photo », Ney est soupçonné de collusion avec l’ancien putschiste Ibrahim Coulibaly, en exil au Bénin, dans une présumée tentative de coup d’État visant à destituer le président ivoirien Laurent Gbagbo et son Premier ministre, Guillaume Soro, ancien allié de Coulibaly au sein des Forces Nouvelles.
Alors que le ministère des Affaires étrangères assure par l’intermédiaire de l’ambassade de France que ses ressortissants bénéficient de « la protection consulaire », l’association Reporters sans frontières, après avoir « exprimé son inquiétude », préfère « prendre ses distances avec ce personnage dès lors qu’il n’a pas été inculpé pour une affaire de presse ». Le quotidien Libération qualifie quant à lui de « farfelue » la liste des collaborations médiatiques qu’évoque Jean-Paul Ney sur son site. Le 13 décembre 2008, une mutinerie éclate à la Maison d’arrêt et de correction d’Abidjan (MACA) où est détenu Jean-Paul Ney, faisant plusieurs blessés. Un site web et un groupe Facebook sont créés pour demander la libération de Jean-Paul Ney. L’avocat Gilbert Collard est chargé par le père de Jean-Paul Ney d’assurer sa défense.
Le 6 mai 2009, au lendemain d'un entretien entre le président ivoirien Laurent Gbagbo et le secrétaire d’État français à la Coopération Alain Joyandet, Jean-Paul Ney est libéré de la prison à Abidjan après seize mois de détention. Il rentre en France trois jours plus tard. Un documentaire réalisé par l’agence Capa a tenté de démêler les liens et définir les responsabilités des différents participants à l’affaire,. Son implication réelle semble avoir été assez marginale ; pour le secrétaire général de Reporters sans frontières Jean-François Julliard, Jean-Paul Ney était simplement « un jeune reporter qui essayait de se faire un nom. Il y avait chez lui une recherche effrénée du 'coup'. Mais en parallèle, il semblait s'affranchir d'un certain nombre de règles déontologiques et journalistiques ». Ce comportement serait dû à « l'excitation d'assister à un coup d’État ».

### Condamnation en République du Congo
Le 11 mai 2018, la cour criminelle de Brazzaville, en République du Congo, condamne Jean-Paul Ney à 20 ans de prison pour avoir participé à une tentative de coup d'État aux côtés du général Jean-Marie Mokoko. Un mandat d'arrêt international est lancé à son encontre. Il lui est précisément reproché d'avoir, dans le cabinet de l'avocat Sylvain Maier à Paris avec Jean-François Cazé (que l'on retrouve dans la tentative de coup d'État en Côte d'Ivoire, évoqué ci-dessus), entraîné et appuyé le général Mokoko. Le tribunal s’appuie sur une vidéo trouvée sur Jean-Paul Ney lors de son arrestation à Abidjan.

## Engagement politique
Jean-Paul Ney a rejoint en 2010 la liste Union républicaine populaire de Christian Jeanjean pour le Languedoc-Roussillon, section des Pyrénées-Orientales[source insuffisante]. Il n'a cependant pas été élu, la liste n'ayant recueilli que 2,03 % des suffrages au 1er tour.